# Národní park Aspromonte
Národní park Aspromonte (italsky Parco nazionale dell'Aspromonte) je italský národní park založený v roce 1989. Leží v jižní Itálii, v nejjižnější části Apeninského poloostrova, v regionu Kalábrie. Má rozlohu 642 km².

## Geografie
Leží v Jižních Apeninách, respektive Kalabrijských Apeninách. K hlavním centrům v parku náleží obce Bagaladi, Bova, Gerace a Mammola. Dále Africo, Cittanova, Delianuova, Sant’Eufemia d’Aspromonte, Oppido Mamertina a Santo Stefano.

## Flora a fauna
Oblast se vyznačuje náhorními plošinami a původními bukovými a jedlovými lesy. Z živočichů zde žijí například vlci, sokoli stěhovaví, výři nebo jestřábi lesní.